# 한국조류보호협회
한국조류보호협회는 천연기념물 조수류의 보호육성과 국민계몽을 목적으로 1998년 3월 4일 설립허가된 대한민국 문화체육관광부 소관의 사단법인이다. 사무실은 서울특별시 용산구 한강로 2가 115-2(우:140-012)에 있다.

## 주요 사업
- 천연기념물 조수류 보존을 위한 조사, 연구 및 서식지 복원
- 천연기념물 조수류 보존을 위한 홍보, 밀렵감시 및 치료
- 조류 보호학교 개설 및 운영
- 연구지 및 협회지 발간
- 학술세미나 개최 및 국제교류사업 추진